# Табачковський Микола Павлович
Микола Павлович Табачковський (нар. 1911, Одеса — пом. 1962, Одеса) — український радянський футболіст, що грав на позиції захисника.
Всю кар'єру провів в одеському «Чорноморці», який в ті часи носив назви «Динамо», «Харчовик» та «Спартак».

## Кар'єра гравця
Табачковського почав займатися футболом з командою джутової фабрики Одеси, а в 1931 році приєднався до місцевого «Динамо».
До війни Табачковського вважався одним з провідних захисників СРСР, мав репутацію бійця, який не щадив себе в боротьбі. Відрізнявся самовідданістю, грамотним вибором позиції, холоднокровністю. Добре відбирав м'яч, одним з перших в чемпіонаті почав застосовувати підкати. У 1937 році Табачковського був переможцем першості СРСР в групі «В». У тому ж році в складі ««Динамо» (Київ)» він зіграв проти збірної Басконії в рамках турне останньої по СРСР. «Динамо» програло з рахунком 1:3. У 1938 році він увійшов до числа 55 кращих футболістів країни - № 2. У житті він володів хорошими манерами, користувався авторитетом у команді. У 1941 році його кар'єра була перервана Другою світовою війною.
Табачковського помер у рідній Одесі в 1963 або 1962 році.